# A szupercsapat (film)
A szupercsapat (eredeti cím:The A-Team) 2010-ben bemutatott amerikai akciófilm Joe Carnahan rendezésében, mely az azonos című tévésorozaton alapul.
Bemutatójára az Egyesült Államokban 2010. június 11-én került sor, magyarországi bemutatója augusztus 5.
A film vegyes kritikákat kapott a kritikusoktól.

## Rövid történet
Egy elitkatonából álló négyfős csapatot igazságtalanul börtönbe zárnak, ahonnan megszöknek, és megpróbálják kideríteni az igazságot, miközben üldözik őket.

## Cselekmény
John "Hannibal" Smith (Liam Neeson) fogoly Mexikóban egy korrupt rendőrtiszt által. Smith megszökik, és elindul, hogy kiszabadítsa társát, Templeton "Faceman" Pecket (Bradley Cooper), akit egy tanyán tartanak fogva, mert a rendőrtiszt feleségével enyelgett. Hannibal útközben találkozik egy átalakított GMC Vandura autót vezető volt katonával, B.A. Baracus-szal (Quinton Jackson), akit rávesz, hogy segítsen neki társa kiszabadításában. Pecket kiszabadítása után egy közeli kórházba mennek, ahol a kissé ütődött "Howling Mad" Murdock (Sharlto Copley) orvosként dolgozik (aki valójában pilóta). Innen közösen egy mentőhelikopterrel menekülnek el, mert a korrupt rendőrfőnök egy rendőrségi helikopterrel és számos rendőrségi autóval üldözi őket. Ekkor derül ki, hogy Baracus betegesen fél a repüléstől. Az üldözés azzal ér véget, hogy amerikai légtérbe érnek, ahol Hannibal kérésére két F-22 Raptor vadászgép lelövi az őket üldöző helikoptert.
A felirat szerint „8 év és 80 sikeres bevetés után” a csapat Irakban állomásozik. Hannibált megkeresi a CIA-ügynök Lynch (Patrick Wilson), azzal a feladattal, hogy szerezzék vissza az ellopott amerikai pénznyomó sémákat, amivel már egy milliárd hamis dollárt gyártottak le, és el akarnak szállítani Bagdadból.
A „Defense Criminal Investigative Service” (DCIS) kapitánya, Charissa Sosa (Jessica Biel) is megérkezik a helyszínre, és volt szerelmét, Face-t barátilag figyelmezteti, hogy maradjon távol a pénznyomó lemezektől.
Hannibal, a parancsnoka, Morrison tábornok (Gerald McRaney) tanácsa ellenére elvállalja a titkos akciót.
Az akció sikeres egészen odáig, amíg a csapat visszaérkezik a visszaszerzett pénzzel teli konténerrel és a lemezekkel a bázisra, amikor a konténer és a helyszínre érkező Morrison kocsija is felrobban. A robbantást Brock Pike (Brian Bloom) és Black Forest (am. fekete erdő) nevű magán-biztonsági csapata hajtotta végre, akik elmenekülnek a helyszínről.
Morrison nélkül, aki igazolhatta volna, hogy volt felhatalmazásuk az akcióra, a csapatot tíz év börtönre ítélik, és külön-külön helyezik el egy-egy maximális biztonságú börtönben.
Hat hónappal később Hannibált felkeresi Lynch, és elmondja neki, hogy Pike valószínűleg arab bankárok bevonásával értékesíteni akarja Európában a lemezeket. Hannibal, aki szintén nyomon követte Pike-ot, egyezséget köt Lynch-csel: tiszta lappal indulnak, ha visszaszerzik a lemezeket. Lynch egyetért ezzel, Hannibal pedig újból megszökik (mert Lynch-nek nincsenek legális eszközei a szabadon bocsátására), majd a többieket is megszökteti.
Sosa a nyomukban van, és dühös, amiért visszaminősítették hadnaggyá az iraki akció miatt. A csapat sikeres támadást hajt végre Németországban, visszaszerzik a pénznyomó lemezeket tartalmazó táskát, és az azt átadó személyt magukkal viszik. Sosa feltételezése szerint a csapat Pike-nak dolgozik, ezért megpróbálja elkapni őket, de ők egy katonai szállítógéppel elmenekülnek. A gépet két amerikai robotrepülőgép lelövi, a gép megsemmisül, de a csapat ekkor már a gépben lévő tankban van, ami ejtőernyőkkel felszerelve halad a föld felé.
Búvóhelyükön kiderül, hogy az elfogott személy maga a halottnak hitt Morrison tábornok, aki összejátszott Lynch-csel és Pike-kal a lemezek megszerzésében, majd Pike-kal szövetkezve eljátszotta a halálát. Amikor lehallgatás útján Lynch tudomást szerez róla, hogy a csapatnál van Morrison, légitámadást rendel el, aminek során búvóhelyük megsemmisül és a benne tartózkodó Morrison meghal.
Face ekkor egy tervvel áll elő. Hannibal találkozót beszél meg Sosával, tudva, hogy annak telefonját Lynch lehallgatja. A találkozó helyszíne egy konténerhajó, ahol Hannibal, állítása szerint átadja neki Morrisont és a lemezeket. Lynch (mivel nem tud róla, hogy Morrison meghalt) ezt mindenképpen meg akarja akadályozni, hiszen Morrison ellene vallana a bíróságon.
Face ekkor felhívja Sosát egy olyan telefonon, amit ő személyesen adott neki (ezt nem hallgatja le Lynch, hiszen nem tud róla).
Lynch újból felfogadja Pike-ot, és közösen csapdát állítanak Hannibalnak és csapatának. Face azonban ezt már számításba vette, és különféle elterelő műveleteket készít elő, hogy megossza Lynch csapatát, és így Lynch-nek is személyesen akcióba kelljen lépnie.
Pike kézi páncéltörő rakétákat lő a hajóra, és szinte teljesen megsemmisíti, de Baracus (aki a börtönben megváltozott, és elutasítja az erőszakot) önvédelemből megöli.
Lynch Hannibal nyomára bukkan egy konténerben, fejbelövi a falnál letakart fejjel várakozó foglyot, akit Morrisonnak hisz, és Hanniballal kézitusába kezd.
A konténer ekkor felemelkedik, és láthatóvá válik, hogy Sosa és további szövetségi ügynökök veszik körbe őket, akik hallották a köztük lezajlott beszélgetést.
Kiderül, hogy a Morrisonnak hitt személy Murdock, aki saját tervezésű és kivitelezésű, megolvasztott kevlar fejfedőt viselt, ezért életben maradt.
Lynch-et elfogják, de az A-csapatot is, mivel korábban megszöktek a börtönből. Sosa újból kapitány lett a pénznyomó lemezek visszaszerzése és az A-csapat elfogása miatt. Megígéri a csapatnak, hogy mindent megtesz a kiszabadításuk érdekében, és búcsúzóul megcsókolja Face-t.
A rabszállító autóban Face felfedi, hogy Sosa egy kulcsot adott neki a csók alatt, így ennek segítségével újból megszöknek (ennek részletei nem derülnek ki a filmből).
A stáblista alatt elhangzó magyarázó szöveg szerint a csapat zsoldosként tevékenykedik.

## Szereplők
- Liam Neeson mint John "Hannibal" Smith (Gáti Oszkár)
- Bradley Cooper mint Templeton "Szépfiú" Peck (Rajkai Zoltán)
- Quinton Jackson mint Bosco Albert "R.F." (Rosszfiú) Baracus (Király Attila)
- Sharlto Copley mint H.M. "Eszement" Murdock (Alföldi Róbert)
- Jessica Biel mint Charisa Sosa[2] (Horváth Lili)
- Patrick Wilson mint Lynch[3] (Miller Zoltán)
- Brian Bloom mint Brock Pike. (Bloom egyúttal a film egyik írója is.)[4] (Széles Tamás)
- Gerald McRaney mint Morrison tábornok (Fodor Tamás)
- Henry Czerny mint McCready igazgató (Tarján Péter)
- Yul Vazquez mint Javier Tuco tábornok (Forgács Péter)
- Brian Bloom mint Pike (Széles Tamás)
- Maury Sterling mint Gammons (Zöld Csaba)
- Terry Chen mint Ravech (Nagy Sándor)
- Jon Hamm mint a másik Lynch
- Corey Burton mint narrátor (Welker Gábor)

További magyar hangok: Bolla Róbert, Csák György, Forgács Gábor, Juhász György, Gubányi György, Kajtár Róbert, Kapácsy Miklós, Koncz István, Király Adrián, Kraszkó Zita, Renácz Zoltán, Szkárosi Márk, Szokolay Ottó, Wégner Judit
A stáblista után megjelenik a színen az eredeti tévésorozatban szereplő Dirk Benedict (Face) és Dwight Schultz (Murdock) egy rövid cameo szerepben. Benedict Face fekvőhelye mellett helyezkedik el, Schultz pedig egy neurológust játszik, aki megvizsgálja Murdock-ot.

## A film készítése
A film ötlete már az 1990-es években felmerült, amit többszöri átírás és ötletparádé kísért, amiket többször félretettek.
Stephen J. Cannell producer háttértörténetként szerette volna belevenni az első Öbölháború helyszíneit.
Először John Singletont kérték fel rendezésre, de ő 2008 októberében kilépett a projektből.
Amikor még Singleton volt a rendező, megkeresték Ice Cube-ot B.A. Baracus. szerepére.
2009 júniusában a Variety  magazin közölte, hogy Liam Neeson  tárgyalásban van a 20th Century Fox-szal a filmben való szereplésről.
Bradley Cooper kijelentette az MTV News-ban, hogy ő fogja játszani Templeton Peck szerepét a filmben, az előzőleg elterjedt pletykákra reagálva, hogy nem lesz benne a filmben, bár elismerte, hogy a forgatókönyvet még nem látta.
2009. augusztus 26-án az MMAjunkie.com közölte, hogy a harcművész Quinton "Rampage" Jackson fogja játszani B.A. Baracus szerepét.
 ezt később Jackson képviselője tagadta.
2009 szeptemberében a The Vancouver Sun című újság értesülése szerint Jackson játssza a szerepet, s emiatt elhalasztja az UFC 107 küzdelmet Rashad Evans-szel. A filmezés 2009 végén megkezdődött Vancouverben, így az információ igaznak bizonyult.

2009. szeptember 15-én a Variety megerősítette, hogy a filmben Neeson, Cooper és Jackson is szerepel. További közlésük szerint Sharlto Copley és Jessica Biel szereplése tárgyalások alatt állt.
 
A 20th Century Fox megerősítette, hogy Copley és Biel benne vannak a filmben.
2009. szeptember 30-án Liam Neesont és a többieket látták filmezni Vancouverben (Brit Columbia, Kanada).

2009. október 30-án Dwight Schultz megerősítette, hogy egy kameo szerepe van a filmben.

2009. november 23-án Dirk Benedict is hasonló közlést tett.
Az 1983-as GMC Vandura teherautó helyett egy módosított 1994-es Chevrolet G20-at használtak a filmben (a piros csík nem azonos az eredeti sorozat festésével).

Az eredeti tévésorozat felé egy újabb főhajtás a film végén elhangzó idézet, amit Corey Burton mond el (ott a filmek elején hallható).

## A film zenéje
2009. december 1-jén bejelentették, hogy a film zenéjét Alan Silvestri fogja komponálni.

### Dalok
A Varese Sarabande megjelentette a filmben elhangzó dalokat, feldolgozva Mike Post és Pete Carpenter szerzeményeit, amik az eredeti sorozatban hangzanak el.
1. Somewhere In Mexico/ eredeti “The A-Team” téma (2:12)
2. Saving Face (3:32)
3. Alpha Mike Foxtrot (4:29)
4. Welcome To Baghdad (4:22)
5. The Plan (6:11)
6. Court Martial (3:09)
7. Putting The Team Back Together (3:39)
8. Flying A Tank (6:10)
9. Frankfurt (4:11)
10. Retrieving The Plates (4:09)
11. Safehouse (3:50)
12. Safehouse Aftermath (4:58)
13. Shell Game (2:44)
14. The Docks Part 1 (7:35)
15. The Docks Part 2 (5:47)
16. “I Love It When A Plan Comes Together”/Original “The A-Team (Theme)” (5:26)

## Marketing

### Képregény
2010 februárjában bejelentették, hogy a film előtt játszódó történetekkel márciustól kezdve képregényt ad ki az IDW Publishing kiadó. A történeteket Carnahan és Chuck Dixon írják.

### Videójáték
iPhone-ra megjelent egy játék, ami egy görgetős, külső nézetes, lövöldözős akciójáték. Készítője a RealNetworks, Inc. A játékban BA Baracus hangja is hallható.

## Kiadás
A film első trailer-e 2010. január 8-án jelent meg. A második trailer 2010. április 1-jén.
A film első bemutatója Los Angeles-ben volt 2010. június 3-án, csütörtökön a Grauman’s Chinese Theatre-ben a Hollywood Boulevard-on.
Liam Neeson az A-Team autójával érkezett, Bradley Cooper és Sharlto Copley pedig egy valódi, az amerikai hadseregben használt tankon utazott.

## Fogadtatás

### Kritikai reagálások
A film vegyes kritikákat kapott. Az ezeket egyesítő Rotten Tomatoes szerint a 165 kritikából 48% pozitív volt, ezek átlaga 5,4 (a lehetséges 10-ből).

A kritikusok egyöntetű véleménye, hogy a film jól visszaadja az eredeti tévésorozat szellemét és megjelenését.
A kritikákat összesítő Metacritic számítása szerint a súlyozott átlag 47%, ami 36 kritikán alapszik, végeredményben: vegyes vagy átlagos kritika.
Owen Gleiberman, az Entertainment Weekly kritikusa szerint „annyira összesűrítették a szemetet, hogy az már fénylik”. Ő B+-ra értékelte a filmet.

Peter Travers a Rolling Stone magazin kritikusa 2,5 csillagot adott a filmnek a lehetséges 4-ből.
Roger Ebert filmkritikus 1,5-re értékelte a filmet (a lehetséges 4-ből), és hozzátette, hogy „»A szupercsapat« egy érthetetlen zagyvaság, és olyan sekélyes, mint az eredeti tévésorozat volt, amiből büntetés volt 2 órás filmet csinálni.”

Stephen Whitty a the Star-Ledger-től arra panaszkodik, hogy a filmkészítők csak kevéssé emlékeztek az eredeti sorozatra, és a film inkább A piszkos tizenkettő másolata, és a filmet a szerinte szintén „borzalmas” Füstölgő ászok-hoz hasonlította, amit ugyancsak Joe Carnahan rendezett. Szerinte a film csak C osztályzatot érdemel.